# Сан-Франсиску-ди-Гояс
Сан-Франсиску-ди-Гояс (порт. São Francisco de Goiás)  —  муниципалитет в Бразилии, входит в штат Гояс. Составная часть мезорегиона Центр штата Гойас. Входит в экономико-статистический  микрорегион Анаполис. Население составляет 6046 человек на 2006 год. Занимает площадь 339,368 км². Плотность населения — 17,8 чел./км².

## Статистика
- Валовой внутренний продукт на 2003 год составляет 24 749 457,00 реалов (данные: Бразильский институт географии и статистики).
- Валовой внутренний продукт на душу населения на 2003 год составляет 4098,95 реалов (данные: Бразильский институт географии и статистики).
- Индекс развития человеческого потенциала на 2000 год составляет 0,726 (данные: Программа развития ООН).